# Funisciurus bayonii
Funisciurus bayonii — вид гризунів родини Sciuridae. Зустрічається в Анголі та Демократичній Республіці Конго. Її природним середовищем існування є волога савана.

## Характеристики
Хутро на спині тьмяно-оливкове з чорними плямами. Від плеча до крупа проходить нечітка бічна смуга від піщаного до білуватого піщаного кольору. Хутро на животі сіре з піщаним відтінком. Верхня частина голови, передні та задні кінцівки мають колір, подібний до кольору спини. Навколо очей світле кільце. Довгий хвіст сірувато-чорно-вохристого кольору і не має видимого кільцевого візерунка. Загалом він темніший за решту тіла.

## Спосіб життя
Про спосіб життя виду нічого не відомо.